# Micromia rotundata
Micromia rotundata är en fjärilsart som beskrevs av W. Warren 1906. Micromia rotundata ingår i släktet Micromia och familjen mätare. Inga underarter finns listade i Catalogue of Life.